# Gorenje Kronovo
Gorenje Kronovo – wieś w Słowenii, w gminie miejskiej Novo mesto. W 2018 roku liczyła 45 mieszkańców. 